# Cyrtopodium gigas

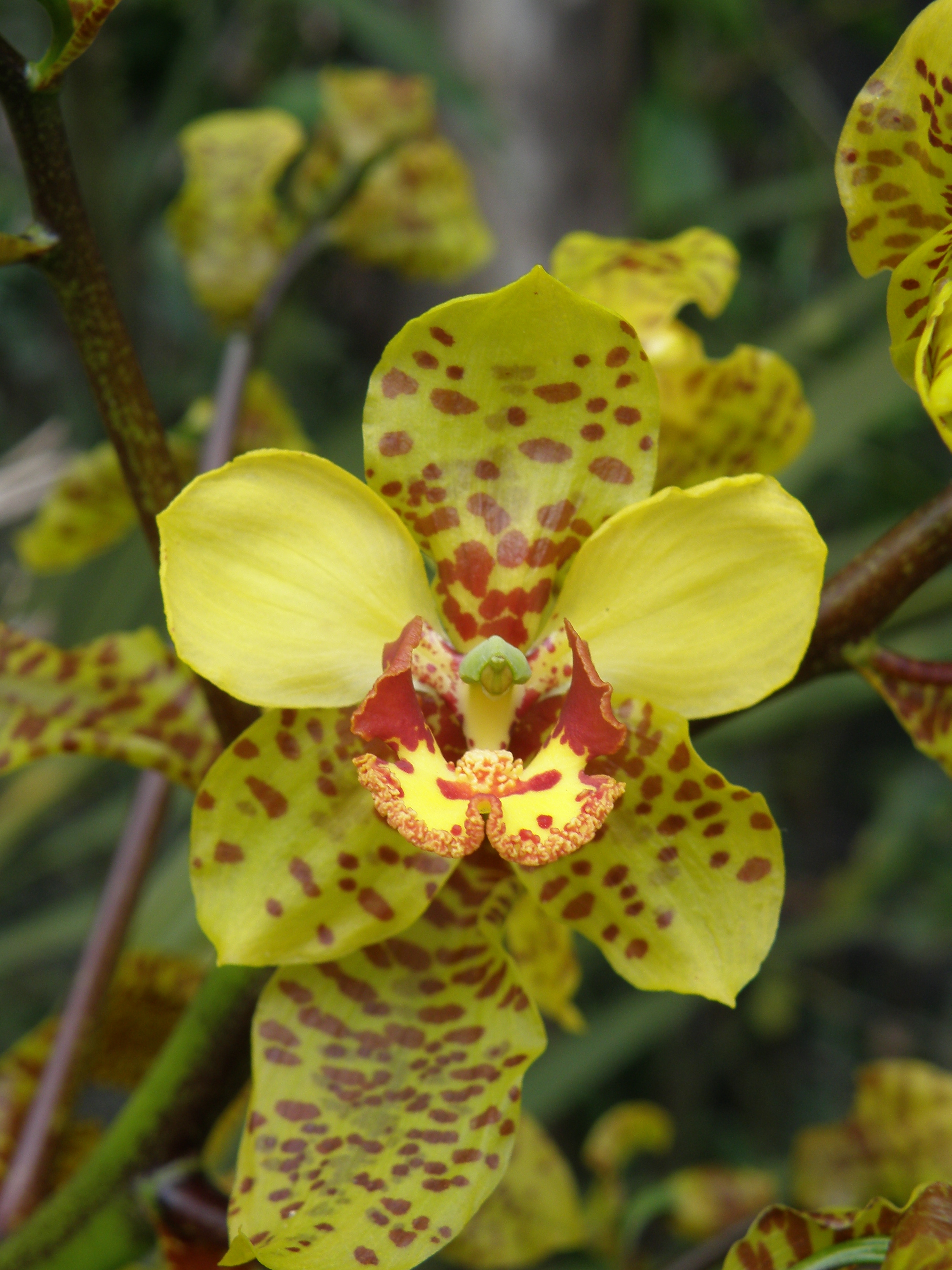
Cyrtopodium gigas

Cyrtopodium gigas é uma espécie epífita e rupícola que vegeta em grande parte do litoral brasileiro, muitas vezes também sobre detritos vegetais. Pseudobulbos altos, de até 1 metro de altura, fusiformes e afunilados na sua base e na sua ponta, portando folhas alternadas, lanceoladas e largas, plissadas, de 40 centímetros de comprimento. Hastes florais densas e ramificadas de até 1 metro de altura, com até 120 flores. Flor de 3 centímetros de diâmetro, com pétalas e sépalas amarelas, densamente matizadas de marrom claro. Labelo curto, de cor amarela.
Floresce de agosto a dezembro.